# Palaka

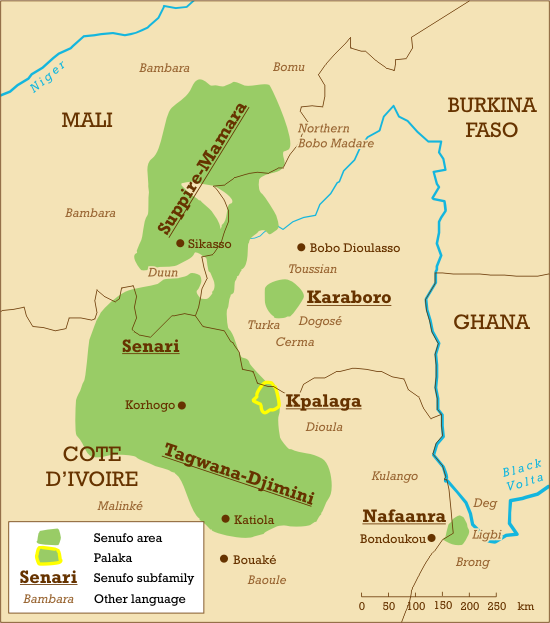
Gebiet in dem Palaka gesprochen wird, gelb umrandet

Palaka (oder 'Kpalaga') ist eine zentrale Senufo-Sprache, die von etwa 8.000 Personen im Norden der Elfenbeinküste gesprochen wird.
Es wird im Süden von der Sprache Dschimini, einer südlichen Senufo-Sprache, und im Westen von der Senufo-Sprache Nyarafolo eingegrenzt. Nördlich und östlich des Palaka-Gebiets leben die Jula, die Sprecher des Dioula.
Palaka bildet einen eigenständigen getrennten Zweig der Senufo-Sprachen, da es sich in der Morphologie und Phonologie von den anderen Sprachen unterscheidet. Es wurde tentativ mit der Nafaanra-Sprache in Verbindung gebracht, einer isolierten Senufo-Sprache, die in Ghana gesprochen wird. Palaka hat sich seit dem 14. Jahrhundert nach Christus von den anderen Senufo-Sprachen getrennt.